# Pjassinosee
Der Pjassinosee (russisch Озеро Пясино), auch Pjasinosee, ist ein See im ehemaligen Autonomen Kreis Taimyr im Norden der russischen Region Krasnojarsk in Sibirien.
Er ist 735 km² groß und nur maximal 10 Meter tief. Der Pjassinosee liegt im Flachland nordwestlich des Putorana-Gebirges südlich der Taimyrhalbinsel in einer Höhe von 28 m. Er erstreckt sich über etwa 70 Kilometer in nord-südlicher Richtung bei einer Breite von bis zu 15 Kilometern.
Wichtigster Zufluss des Sees ist die von Südosten kommende Norilka (auch Norilskaja). Daneben mündet eine große Anzahl kleinerer Flüsse ein, wie Dschangy und Ambarnaja. Im Nordosten verlässt die Pjassina den See.
Der Pjassinosee gefriert von Oktober bis Juni.
15 bis 25 Kilometer süd- bzw. südöstlich des Sees liegt die Stadt Norilsk mit ihren Stadtteilen Talnach und Kajerkan, wogegen die direkte Umgebung des Sees unbewohnt ist.

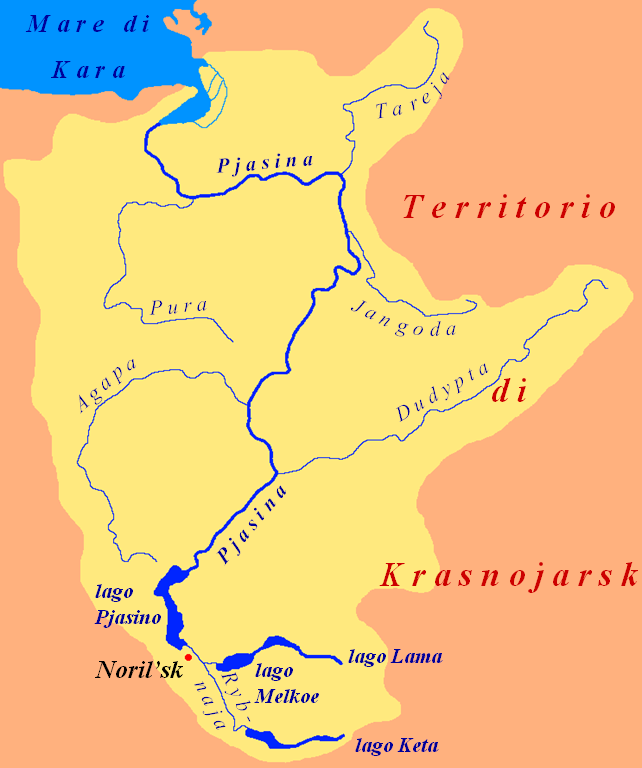
Lage des Pjassinosees im Einzugsgebiet der Pjassina

## Verschmutzung
Im See leben kaum Fische wegen des Eintrags von Abwässern aus den metallurgischen Betrieben von Norilsk Nickel
. Messungen ergaben hohe Schwermetallkonzentrationen.